# Andreas Willim
Andreas Willim ist ein deutscher Segler.

## Werdegang
1985 gewann Willim im Laser als Mitglied der Seglervereinigung Wuppertal den Deutschen Meistertitel der Jugendlichen. 1989 wurde er inzwischen für den Düsseldorfer Yachtclub antretend gemeinsam mit Carsten Kemmling Deutscher Meister im Flying Dutchman. Den dritten Platz erreichten die beiden 1990 bei der Europameisterschaft in derselben Bootsklasse. Das Gespann Willim/Kemmling nahm auch an Weltmeisterschaften teil.
2005 gewann Willim auf der Hamburger Alster den Wettkampf um den Titel „Bester Segler Deutschlands“. Mit dem Schlei-Segel-Club (SSC) nahm er an der 2. Segel-Bundesliga teil, 2018 gelang der Aufstieg in die 1. Bundesliga, an deren Regatten Willim anschließend ebenfalls mit dem SSC teilnahm.